# Никольское (Донецкая область)
Никольское (укр. Микільське, в 1923—2016 — Володарское) — посёлок в Мариупольском районе Донецкой области Украины, административный центр Никольской поселковой общины. До 2020 года являлся административным центром Никольского района.

## Географическое положение
Расположен на реке Калец (правый приток Кальчика) в 25 км от Мариуполя.

## История
Основан в 1831 году казаками. С 1831 по 1855 год назывался Хутор Гладкий, в память атамана Гладкого. Хутор Гладкий стал селом Никольским в честь Свято-Никольского храма (снесен в советское время) и носил это название в период с 1855 по 1923 год.
21 февраля 1920 года образован Никольский сельский совет. В мае 1921 года село стало центром Никольской волости Мариупольского уезда (с хуторами Александровка, Серединовка, Степановка). 7 марта 1923 года в образованную Никольскую волость Мариупольского округа вошли населённые пункты бывших Никольской, Мало-Янисольской, Темрюкской и Захарьевской волостей. В 1923 году приказом Мариупольского окрисполкома в ознаменование 6-й годовщины Октябрьской революции село Никольское переименовано в Володарское в честь большевика В. Володарского. 19 февраля 1925 года — Петропавловский район с центром в с. Петропавловка (сейчас — с. Республика) преобразован в Володарский район с центром в с. Володарское.
Немецкая оккупация продлилась с 9 октября 1941 года по 14 сентября 1943 года.
20 января 1965 года село Володарское преобразовано в посёлок городского типа.
4 февраля 2016 года в рамках декоммунизации пгт Володарское было возвращено старое название Никольское.
В начале марта 2022 года в результате вторжения России на Украину посёлок Никольское  перешёл под контроль российских сил. В посёлке находился фильтрационный пункт. Власти ДНР вернули посёлку советское название Володарское.

## Население
Количество на начало года.
| Год  | Количество жителей |
| ---- | ------------------ |
| 1866 | 175                |
| 1882 | 513                |
| 1885 | 527                |
| 1897 | 2434               |
| 1908 | 1124               |
| 1915 | 3500               |
| 1923 | 2716               |
| 1933 | 2504               |
| 1939 | 3593               |
| 1959 | 4749               |
| 1970 | 7679               |
| 1975 | 8600               |
| 1979 | 8866               |
| 1987 | 9500               |
| 1989 | 9179               |
| 1992 | 9500               |
| 1998 | 9000               |
| 2002 | 8819               |
| 2003 | 8729               |
| 2004 | 8632               |
| 2005 | 8566               |
| 2006 | 8518               |
| 2007 | 8472               |
| 2008 | 8486               |
| 2009 | 8508               |
| 2010 | 8560               |
| 2011 | 8539               |
| 2012 | 8515               |
| 2013 | 8453               |
| 2014 | 8441               |
| 2015 | 8393               |
| 2019 | 8024               |

## Экономика
Пищевая промышленность (хлебопекарская, мясо-молочная, комбикормовая). Бывший колхоз имени Ленина. Сейчас — ООО «Агротис». Торговый центр «Хозяюшка», три АЗС.

## Образование
В посёлке два детских сада и три школы:
- Никольская ООШ № 1
- Гимназия «София»
- Никольская ООШ № 3(закрыта в 2011 году)
- Володарская районная музыкальная школа им. Д. К. Патричи

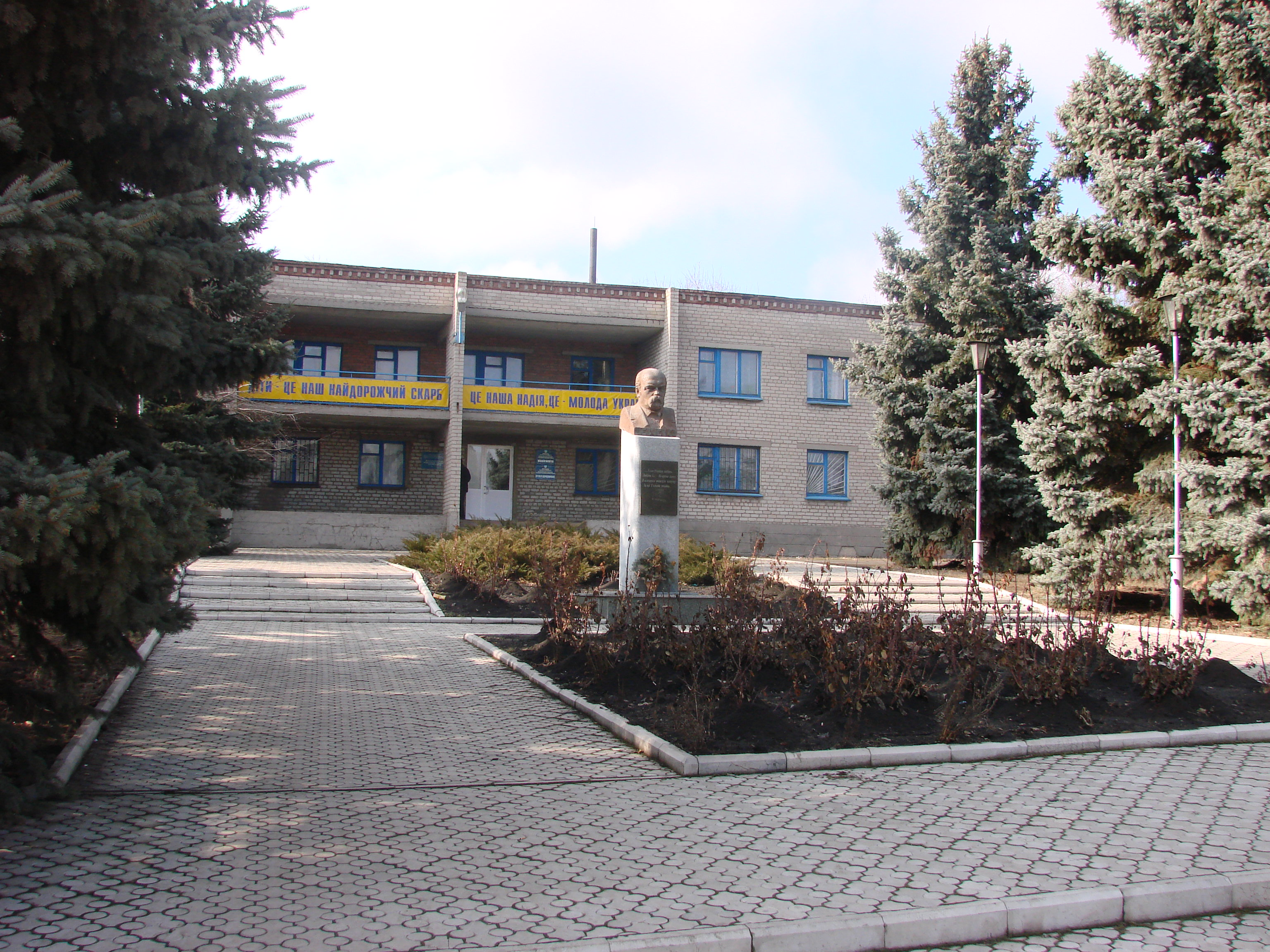
Здание ГорОНО и бюст Т.Г. Шевченко
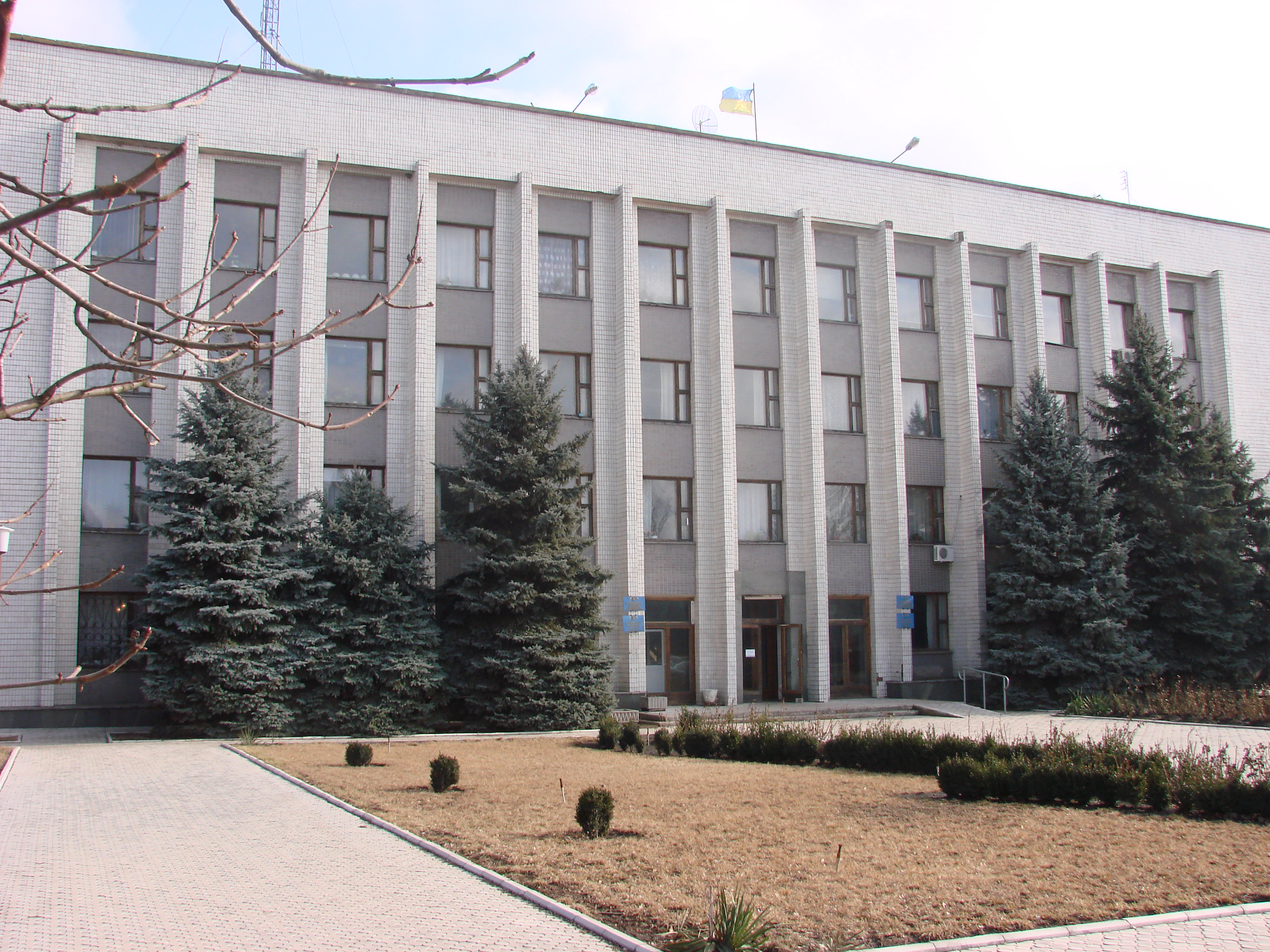
РайГосАдминистрация